# 3797 Чін-Сун Ю
3797 Чін-Сун Ю (3797 Ching-Sung Yu) — астероїд головного поясу, відкритий 22 грудня 1987 року.
Тіссеранів параметр щодо Юпітера — 3,174.